# Louis Truc
Pour les articles homonymes, voir Truc.
Louis Truc, né le 17 septembre 1904 aux Arcs-sur-Argens et mort le 25 septembre 1973 à Toulon, est un journaliste, essayiste et poète français, militant à l'Action française.

## Biographie
Louis Truc est le fils de Gonzague Truc.
Il étudie dans le Quartier Latin dans les années 1920. Il raconte ses souvenirs du Quartier Latin dans son livre « Tristes Sires et Gais Lurons ».
Il collabora au journal Aspects de la France sous le pseudonyme d'Ange Pitou et signa des chroniques judiciaires dans Rivarol, sous le pseudonyme de Sacher Basoche.
Louis Truc meurt à Toulon le 25 septembre 1973, après avoir écrit des poèmes et une Histoire de l’Action Française,.

## Citations
« Si l’alcool est un ennemi, il est lâche de le fuir », Tristes Sires et Gais Lurons, 1948.